# R. c. Tutton
 R. c. Tutton est un arrêt de principe de la Cour suprême du Canada rendu en 1989 concernant l'exigence de mens rea pour les infractions criminelles liées à l'homicide involontaire coupable.

## Les faits
Carol Anne Tutton et Arthur Tutton étaient les parents de Christopher Tutton, âgé de cinq ans et décédé le 17 octobre 1981. Les Tutton étaient profondément religieux et croyaient à la guérison par la foi. Ils croyaient que l'intervention divine pouvait guérir miraculeusement des maladies au-delà du pouvoir de la médecine moderne. Mme Tutton croyait qu'elle avait la prémonition que Dieu avait guéri son fils du diabète.
En avril 1979, le médecin de famille a diagnostiqué que Christopher était diabétique. Le médecin a explicitement informé le couple que leur fils ne pourrait jamais survivre sans insuline. Le 2 octobre 1980, Mme Tutton a cessé de lui administrer de l'insuline et, dans les 2 jours, son fils est tombé gravement malade. Le médecin qui s'est occupé de l'enfant a déclaré qu'à son admission à l'hôpital, l'enfant était gravement malade, souffrant d'acidose diabétique, une maladie potentiellement mortelle due à l'absence d'insuline.
Le médecin a réprimandé les parents lorsqu'il a appris qu'ils avaient consciemment retenu l'insuline. Il a dit aux parents que leur fils aurait besoin d'insuline à vie. Néanmoins, peu de temps après, Mme Tutton a cru qu'elle avait une vision de Dieu dans laquelle on lui a dit que Christopher avait été guéri et qu'il n'y avait plus besoin d'insuline. Mme Tutton a arrêté les injections d'insuline le 14 octobre 1981. Le 17 octobre 1981 Christopher a été transporté à l'hôpital et déclaré mort à son arrivée en raison des complications d'une hyperglycémie diabétique.

## Procès
Les Tutton ont été accusés et reconnus coupables d'homicide involontaire coupable pour avoir manqué à leur devoir de fournir les choses nécessaires à la vie de leur enfant, en violation de la disposition relative à la négligence criminelle à l'article 202 du Code criminel (aujourd'hui l'art. 219 C.cr.).

## Appel
La Cour d'appel de l'Ontario a annulé les déclarations de culpabilité et a ordonné un nouveau procès.
La Cour d'appel a conclu que, entre autres, le juge du procès avait commis une erreur en ne disant pas au jury qu'une omission découlant d'une infraction de négligence exigeait la preuve d'un élément subjectif de la mens rea, à savoir, que le jury doit être convaincu que le couple savait qu'il y avait un risque pour la vie ou la sécurité de leur enfant et qu'il a pris ce risque de manière injustifiée ou a fermé les yeux à un tel risque. En appel devant la Cour suprême, leurs magistrats ont adopté trois approches distinctes sur ce que devrait être le test de la négligence criminelle.
Le ministère public se pourvoit en Cour suprême.

## Jugement de la Cour suprême
Le pourvoi du ministère public est rejeté.

## Motifs du jugement
Les juges de la Cour ont adopté trois approches distinctes sur ce que devrait être le critère de la négligence criminelle.
Le principal motif du rejet du pourvoi est qu' « un verdict de responsabilité criminelle en l'absence de la preuve d'un état d'esprit répréhensible, qu'on y parvienne en raison de la nature de l'acte commis ou d'une autre preuve, est une anomalie qui s'accorde mal avec les règles de la responsabilité pénale et de la justice fondamentale ».

### Opinion des juges McIntyre et L'Heureux-Dubé
Le critère de la négligence est celui du critère objectif. Les juges n'ont pu voir de différence de principe entre les affaires qui découlent d'une omission d'agir et celles impliquant des actes de commission.
En fait, l'art. 219 du Code criminel  dispose que

« 219 (1) Est coupable de négligence criminelle quiconque :
a) soit en faisant quelque chose;
b) soit en omettant de faire quelque chose qu’il est de son devoir d’accomplir,
montre une insouciance déréglée ou téméraire à l’égard de la vie ou de la sécurité d’autrui.
Définition de devoir
(2) Pour l’application du présent article, devoir désigne une obligation imposée par la loi. »

Ce qui est puni, en d'autres termes, ce n'est pas l'état d'esprit, mais les conséquences d'une action insensée. L'utilisation du mot « insouciance » dans le contexte ne vise pas à établir définition élargie de l'intention ou de la malveillance, mais le terme s'emploie dans le cadre d'une définition de conduite qui équivaut à une « négligence » dans le contexte d'une affaire criminelle.
En d'autres termes, le mot « insouciance » à l'art. 219 C.cr. n'appelle pas l'utilisation de la mens rea subjective pour déterminer la négligence. Si la distinction n'est pas maintenue, la ligne de démarcation entre les infractions de mens rea traditionnelles et l'infraction de négligence criminelle deviendra floue.
Cela dit, les juges ont souligné que l'application du critère objectif à l'art. 219 C.cr. ne peut se faire en vase clos. Les événements se produisent dans le cadre d'autres événements et actions et, au moment de décider de la nature de la conduite en cause, les circonstances environnantes doivent être prises en compte.
La décision doit être prise en tenant compte des faits existant à l'époque et en relation avec la perception qu'a l'accusé de ces faits. Puisque le critère est objectif, la perception des faits par l'accusé ne doit pas être prise en considération aux fins d'évaluer la malveillance ou l'intention, mais seulement pour servir de fondement à une conclusion quant à savoir si la conduite de l'accusé, compte tenu de sa perception de les faits, était raisonnable.
En d'autres mots, ce n'est pas un moyen de défense de dire sur le plan subjectif « je faisais attention » ou « je croyais que je pouvais faire ce que j'ai fait sans risque excessif ». Ce moyen de défense ne peut être invoquée que si cette croyance était raisonnablement fondée. Cela s'applique tout particulièrement lorsque, comme en l'espèce, l'accusé  invoque la défense d'erreur de fait.
Dans l'affaire Pappajohn c. La Reine, il a été décidé que la croyance sincère d'un fait n'a pas besoin d'être raisonnable, car elle aurait pour effet de nier l'existence de la mens rea requise. La situation est cependant différente lorsque l'accusation repose sur le concept de négligence. Dans un tel cas, une croyance déraisonnable, bien que sincère, serait professée par l'accusé par la suite d'une négligence.

### Opinion du juge Lamer
Le juge Lamer a souscrit à ce qui précède; cependant, il était d'avis que lorsqu'on applique le critère de la norme objective de l'art 219 C.cr., il doit être « tenir largement compte » des facteurs propres à l'accusé, comme sa jeunesse, son développement mental et son niveau d'instruction.

### Opinion des juge Wilson, Dickson et LaForest
Les juges Wilson, Dickson et LaForest n'étaient pas d'accord pour dire que la négligence criminelle visée à l'art. 219 C.cr. consiste uniquement en une conduite contraire à une norme objective et qu'elle n'exige pas du ministère public qu'il prouve que l'accusé avait une quelconque connaissance de la culpabilité.
Ils affirment que l'institution d'une norme objective pour la négligence criminelle constitue essentiellement une infraction de responsabilité absolue, où la condamnation découle de la preuve d'une conduite qui révèle un écart marqué et important par rapport à la norme attendue d'une personne raisonnable. Outre les conséquences inhérentes à l'application d'un critère objectif, ils ont déterminé que l'article pertinent (l'art. 219 C.cr.) est de nature ambiguë, son interprétation changeant selon les mots soulignés par l'interprète.
Par exemple, mettre l'accent sur les mots « montre » et « négligence » de la disposition pourrait mener le lecteur à conclure à une norme objective, tandis que mettre l'emphase sur l'expression « montre une insouciance déréglée ou téméraire à l’égard de la vie ou de la sécurité d’autrui » pourrait donner à penser que l'intention du législateur est de faire en sorte que la conscience du risque pour la vie ou la sécurité d'autrui constitue un élément essentiel de l'infraction. Les juges ont fait valoir que, associé à l'adjectif « insouciant », le mot « déréglé » énonce clairement l'aveuglement volontaire. Ainsi, ils soutiennent que la disposition signifie plus qu'une négligence grave dans le sens objectif et exige en fait un certain degré de conscience quant aux faits.
Ils ajoutent que « toute conduite montrant une insouciance déréglée ou téméraire à l'égard de la vie ou de la sécurité d'autrui sera, de par sa nature même, la preuve prima facie de l'élément moral et, en l'absence de preuve jetant le doute sur le degré normal de conscience mentale, la preuve de l'acte et la comparaison avec ce dont une personne raisonnable se serait rendu compte dans les circonstances, mènera à la conclusion que l'accusé était conscient du risque ou a délibérément fermé les yeux sur ce risque. »
Dans les cas où le risque pour la vie et la sécurité d'autrui se présente de manière évidente, l'affirmation de l'accusé qu'il n'a pas pensé au risque ou qu'il avait simplement un état d'esprit négatif équivaudrait dans la plupart des cas au comportement mental positif coupable état d'aveuglement volontaire à l'égard du risque prohibé.
Puisque les juges croient discerner la rigueur d'une application uniforme d'une norme objective de responsabilité pénale, ils préconisent une dimension subjective dans la norme objective afin d'atténuer la dureté d'imposer une norme objective à ceux dont, en raison de leurs caractéristiques particulières, on ne peut raisonnablement s'attendre à ce qu'ils soient à la hauteur de la norme de la personne raisonnable. Ils préconisent l'utilisation d'un critère à deux volets. Ils citent trois formulations du test, écrites par des auteurs différents, qui sont sensiblement les mêmes :

« 1. Décider s'il y a acte délictueux, ce qui [...] serait la violation d'une norme objective, le 
2. Le tribunal [doit] décider s'il serait juste de tenir l'accusé responsable pour cet acte délictueux. »

Les juges soutiennent que le second volet du critère est justifiée car exiger que toutes les perceptions erronées soient raisonnables, à leur avis, n'excuse pas bon nombre de ceux dont  (sans faute de leur part) on ne peut en toute justice s'attendre à ce qu'ils soient à la hauteur de la norme de la personne raisonnable.